# Соломерецкий, Иван Васильевич (староста мстиславский)
Князь Иван Васильевич Соломерецкий (ок. 1460 — после 1501) — государственный деятель Великого княжества Литовского, староста мстиславский. Также известен как Иван Шахович-Соломерецкий.

## Биография
Происходил из влиятельного белорусского рода князей и магнатов Соломерецких герба Равич. Сын князя Василия Федоровича Соломерецкого. В молодости примерно в середине 1470-х годов женился на дочери князя Александра Васильевича Чарторыйского, одного из руководителей восстания против великого князя Сигизмунда Кейстутовича.
О самой деятельность князя Ивана Соломерецкого известно немного. Занимал должность Мстиславского старосты (назначено Яном Ольбрахтом или Александром Ягеллончиком). Участвовал в войне с Великим княжеством Московским. В 1501 году отличился во время обороны Мстиславского замка от московских войск, которые не смогли взять город. Благодаря этому русские воеводы не продвинулись вглубь Великого княжества Литовского. О дальнейшей судьбе князя нет сведений.

## Семья
Жена — (имя неизвестно), дочь Александра Васильевича Чарторыйского. Умерла молодой.
Дети:
- Богдан Иванович Соломерецкий
- Василий Иванович Соломерецкий  (1490—1560), наместник Могилевский.